# Estación Terminal Asa Norte
La Estación Terminal Asa Norte será una de las estaciones del Metro de Brasilia, situada en Brasilia, al lado de la Estación 115 Norte. Será la primera estación de la Línea Verde y de la Línea Naranja.
Actualmente el proyecto de la estación está en proceso de estudio, sin previsión de inicio de las obras. La estación está prevista en el programa Brasilia Integrada, que prevé la integración del metro con el VLT de Brasilia en ese punto. Además de esa, están siendo estudiadas otras siete estaciones en el Asa Norte, con el fin de permitir la integración con el sistema de transportes de la región norte del Distrito Federal.